# Miss Entebbe
Miss Entebbe è un film del 2003 diretto da Omri Levi.

## Trama
Gerusalemme, estate 1976. Sullo sfondo del dirottamento del volo Air France 139 diretto a Entebbe, la tredicenne Noa è convinta di poter liberare la madre della sua amica rapendo un ragazzo arabo ma si ritroverà coinvolta in un'avventura molto pericolosa.

## Produzione
Il film è stato realizzato come una produzione congiunta da parte della Sam Spiegel Film and Television School ed un gruppo di ex studenti, con il sostegno della Yehoshua Rabinovitz Foundation for the Tel Aviv Arts, della Sam Spiegel Foundation e della Telad. Il film è stato realizzato su iniziativa di Ranan Shor, il direttore della Sam Spiegel School, come parte di un progetto volto a promuovere la creazione di lungometraggi da parte dei diplomati della scuola.

## Riconoscimenti
- 2003 – Festival di Berlino
  - Orso di cristallo - Menzione speciale

- 2003 – Carrousel International du Film
  - Miglior attrice a Meirav Gruber